# (3787) Aivazovskij
(3787) Aivazovskij (1977 RG7) – planetoida z pasa głównego asteroid okrążająca Słońce w ciągu 4,81 lat w średniej odległości 2,85 j.a. Odkrył ją Nikołaj Czernych 11 września 1977 roku.